# Cocainomanía
La cocainomanía, o dependencia de la cocaína, es un trastorno neurológico que se caracteriza por síntomas de abstinencia al dejar de consumir sustancias que contienen el alcaloide cocaína, como el clorhidrato de cocaína, el crack o la pasta básica. También suele coincidir con la adicción a la cocaína, que es un trastorno biopsicosocial caracterizado por el uso persistente de clorhidrato de cocaína y/o crack a pesar del daño sustancial y las consecuencias adversas. El Manual diagnóstico y estadístico de los trastornos mentales (5ª ed., abreviado DSM-5), clasifica el consumo problemático de cocaína como un "trastorno por consumo de estimulantes". La Clasificación internacional de enfermedades (11.ª rev., abreviada CIE-11), incluye la "Dependencia de la cocaína" como una clasificación (diagnóstico) bajo "Trastornos debido al uso de la cocaína".
El uso de la cocaína crea euforia y altas cantidades de energía. Si se toma en grandes dosis, es posible que cause cambios de humor, paranoia, insomnio, psicosis, presión arterial alta, frecuencia cardíaca acelerada, ataques de pánico, convulsiones que son extremadamente difíciles de controlar, deterioro cognitivo y cambios drásticos en la personalidad. La sobredosis de cocaína puede provocar daños cardiovasculares y cerebrales, como: estado epiléptico, constricción de los vasos sanguíneos del cerebro, que provoca accidentes cerebrovasculares y constricción de las arterias del corazón; causando ataques al corazón.
Los síntomas de abstinencia de la cocaína varían de moderados a severos: disforia, depresión, ansiedad, disminución de la libido, debilidad psicológica y física, dolor y ansias compulsivas.

## Signos y síntomas
La cocaína es un poderoso estimulante conocido por hacer que los usuarios se sientan enérgicos, alegres, comunicativos, etc. Con el tiempo, los efectos secundarios negativos incluyen aumento de la temperatura corporal, frecuencia cardíaca irregular o rápida, presión arterial alta, mayor riesgo de ataques cardíacos, accidentes cerebrovasculares e incluso muerte súbita por paro cardíaco. Muchas personas que consumen habitualmente cocaína desarrollan una condición transitoria maníaca similar a la psicosis anfetamínica y la esquizofrenia, cuyos síntomas incluyen agresión, paranoia severa, inquietud, confusión y alucinaciones táctiles; que pueden incluir la sensación de que algo se arrastra debajo de la piel (hormigueo), también conocida como "bichos de la coca", durante el estado de excitación. Las diferentes técnicas de ingestión tienen sus propios síntomas que las acompañan. Esnifarlo puede causar pérdida del sentido del olfato, hemorragias nasales, problemas para tragar e inflamación y secreción nasal. Fumarlo causa daño pulmonar e inyectarlo pone a los usuarios en riesgo de contraer enfermedades infecciosas como el VIH y la hepatitis C. Los grandes usuarios de cocaína también han informado tener pensamientos de suicidio, pérdida de peso inusual, problemas para mantener relaciones, y una apariencia pálida y enfermiza.

### Síntomas de abstinencia
Cuando se usa habitualmente, la cocaína, debido a su naturaleza altamente adictiva, puede cambiar la estructura y función del cerebro. Los circuitos dentro de la estructura del cerebro que juegan un papel en las señales de estrés se vuelven más sensibles. Cuando no se consume cocaína, aumenta el descontento y el estado de ánimo negativo del individuo. Los síntomas de abstinencia pueden ocurrir incluso si el usuario no ha dejado completamente la cocaína y todavía tiene algo de la droga en la sangre.
La gravedad de los síntomas de abstinencia de una persona puede variar ampliamente entre individuos. Estos síntomas están influenciados por muchos factores, como la edad y el estado general de salud, la cantidad de cocaína que consumieron y cuánto tiempo han estado consumiendo. Otros factores incluyen la vía de administración y si se usaban otras sustancias junto con la cocaína.
Algunas personas pueden experimentar la línea de tiempo de abstinencia de cocaína en varias fases.
En 1986, Gawin y Kleber dirigieron un importante estudio sobre los síntomas de abstinencia de los consumidores de cocaína. En este estudio, se informaron tres fases distintas. Estas fases son el 'choque', 'retirada' y 'extinción'. La fase de 'choque' o fase 1 ocurre inmediatamente después de que ya no se usa la cocaína. Los síntomas de abstinencia de esta fase son agotamiento, hipersomnia, ausencia de ansias de consumir, distimia, aumento del apetito, inquietud e irritabilidad. La segunda fase, o fase de 'abstinencia', ocurre de 1 a 10 semanas después de que los usuarios de cocaína dejan de fumar, los síntomas incluyen: letargo, ansiedad, sueño errático, deseo intenso, labilidad emocional, irritabilidad, depresión, falta de concentración y problemas intestinales. Finalmente, la última fase o la fase de 'extinción' ocurre hasta 28 semanas después de suspender el uso, los síntomas incluyen: antojos episódicos y algo de disforia.

## Riesgo
Se llevó a cabo un estudio que incluyó a 1081 residentes de Estados Unidos que habían consumido cocaína por primera vez en los 24 meses anteriores. Se encontró que el riesgo de volverse dependiente de la cocaína dentro de los dos años posteriores al primer consumo era del 5 al 6%. El riesgo de volverse dependiente dentro de los 10 años posteriores al primer uso aumentó al 15-16%. Éstas eran las tasas agregadas para todos los tipos de uso considerados, como fumar, esnifar e inyectarse. Entre los consumidores recientes, las tasas individuales de dependencia fueron mayores para los fumadores (3,4 veces) y mucho mayores para los inyectables. Las mujeres tenían 3,3 veces más probabilidades de volverse dependientes que los hombres. Los usuarios que comenzaron a los 12 o 13 años tenían cuatro veces más probabilidades de volverse dependientes en comparación con aquellos que comenzaron entre los 18 y 20 años.